# Armindo Lopes Coelho
Armindo Lopes Coelho (* 16. Februar 1931 in Regilde; † 29. September 2010 in Ermesinde) war Bischof von Porto.

## Leben
Armindo Lopes Coelho empfing am 1. August 1954 die Priesterweihe. Er war Pfarrer an der Kathedrale von Porto. 1959 beendete er ein Promotionsstudium der Philosophie und Theologie an der Gregoriana in Rom. Von 1959 bis 1974 war er Präfekt des Priesterseminars in Porto und Professor für Moraltheologie. Zudem lehrte er Religion und Ethik an der Liceu Rodrigues de Freitas und war Professor für Ethik am Institut für Sozialleistungen in Porto und Professor für Dogmatik am Centro de Cultura Católica. 1971 wurde er Mitglied des Domkapitels in Porto. 1975 wurde er zum Dekan des Seminário de Nossa Senhora da Conceição (Seminário Maior) do Porto ernannt. 1975 erfolgte die Ernennung zum Bischofsvikar für den Klerus und kirchliche Erneuerung. 1975 wurde er Pro-Generalvikar der Diözese Porto.
Papst Johannes Paul II. ernannte ihn am 16. November 1978 zum Titularbischof von Elvas und bestellte ihn zum Weihbischof im Bistum Porto. Der Bischof von Porto, António Ferreira Gomes, spendete ihm am 25. März des nächsten Jahres die Bischofsweihe; Mitkonsekratoren waren Domingos de Pinho Brandão, Weihbischof in Porto, und Manuel da Silva Martins, Bischof von Setúbal. Lopes Coelho wurde am 15. Oktober 1982 zum Bischof von Viana do Castelo und am 13. Juni 1997 zum Bischof von Porto ernannt. 
Im Oktober 2006 erlitt er einen Schlaganfall. Portos Weihbischof João Miranda Teixeira übernahm daraufhin als Apostolischer Administrator seine Aufgaben bis zur Ernennung eines Nachfolgers. Am 22. Februar 2007 nahm Papst Benedikt XVI. Coelhos altersbedingten Rücktritt an.